# توباراو
توباراو هي مدينة، وبلدية في البرازيل، تتبع سانتا كاتارينا، بلغ عدد سكانها 97٬235  نسمة، في 2010، تبلغ مساحتها 301٫755 كيلومتر مربع، رمزها البريدي هو 88700-000.

## الموقع
تشترك في الحدود مع:
- بلدية لاغونا.

## أعلام
- زينون دي سوزا فارياس
- لويز هنريكي روزا
- راؤول كابرال
- برونا إرهارت
- لويز فيليبي